# Сонго-Сонго
Сонго-Сонго — газове родовище в Танзанії, виявлене у 1974 році італійською компанією Agip (наразі належить нафтогазовому гіганту Eni) в районі однойменного острова, що лежить в Індійському океані за 15 км від узбережжя.

## Розробка
Agip не визнала Сонга-Сонга комерційним відкриттям, оскільки на той час внутрішній ринок газу в країні був практично відсутнім, а ресурсів родовища не вистачало для спорудження коштовного заводу з виробництва ЗПГ. В результаті з 1991 року за проект взялись Ocelot International (потім перейменована у PanAfrican Energy, належить канадській Orca Exploration Group) та місцева Tanzania Petroleum Development Corporation (TPDC). Втім, і в цьому випадку істотного прогресу досягнуто лише на початку наступного десятиліття, коли Танзанія, що покладалась у виробництві електроенергії на ГЕС, протягом кількох років поспіль страждала від проблеми малої водності. Це змусило активізувати розвиток теплової енергетики, для чого оптимальним стало використання власних запасів блакитного палива.
Саме родовище вирішили розробляти за допомогою п'яти свердловин — двох наземних та трьох офшорних, які підлягали відновленню (на той час останню свердловину на Сонга-Сонга спорудили під час розвідувальних робіт у 1982 році). Втім, основних інвестицій потребували такі елементи проекту, як газопереробний завод, трубопровід до Дар-Ес-Саламу та вкладення у генеруючі потужності. Для цього створили компанію Songas, головним учасником якої в підсумку стала британська CDC Group (придбала акції у американської корпорації AES, котра в свою чергу раніше викупила їх у PanAfrican Energy та ще однієї канадської компанії TransCanada Pipelines International). Крім того, свою частку у Songas мають місцеві Tanzania Electric Supply Company (Tanesco), Tanzania Development Finance Company Ltd (TDFL) та згадана вище TPDC.
Проект почав поставки товарної продукції у 2004 році, при цьому ГПЗ, що здійснював осушку та вилучення зріджених вуглеводневих газів, мав максимальну потужність у 2 млн м3 на добу. Такого рівня видобутку досягли у кінці 2007-го, і в тому ж році спорудили першу за кілька десятиліть нову свердловину та відновили ще одну, що в свою чергу потребувало подальшого розширення ГПЗ.
В 2015 році ГПЗ, що на той момент мав потужність у 4 млн м3 на добу, під'єднали до нового газопроводу Мтвара – Дар-ес-Салам. Станом на 2016 рік на родовищі працювало 11 свердловин та існували плани спорудження ще однієї.

## Запаси
Поклади вуглеводнів виявились пов'язаними з шельфовими пісковиками крейдового періоду. Газоматеринськими породами є відкладення юри та тієї ж крейди.
Станом на кінець 2016 року видобувні запаси родовища (підтверджені та ймовірні) оцінювались у 25 млрд м3, при цьому існували сподівання їх суттєвого зростання за рахунок розвідки структури Сонго-Сонго-Соуз та дорозвідки Сонго-Сонго-Норд.